# Globulariaceae
Famille
Classification APG II (2003)
Classification APG III (2009)
Classification APG IV (2016)
La famille des Globulariacées (Globulariaceae) regroupe des plantes dicotylédones ; elle comprend 30 espèces réparties en 2 genres.
Ce sont de petites plantes herbacées, à feuilles simples, alternes, à fleurs en têtes rondes, des régions tempérées à subtropicales. On les rencontre surtout en Europe et en Afrique du Nord.
En classification phylogénétique APG II (2003), en classification phylogénétique APG III (2009) et en classification phylogénétique APG IV (2016) cette famille est invalide et ses genres sont incorporés dans la famille des Plantaginaceae, sous-famille des Globularioideae.

## Liste des genres
Selon BioLib (3 février 2023) :
- Globularia L.
- Poskea Vatke